# Derris truncata
Derris truncata är en ärtväxtart som beskrevs av William Grant Craib. Derris truncata ingår i släktet Derris och familjen ärtväxter. Inga underarter finns listade i Catalogue of Life.